# Kurista, Jõgevamaa
Kurista är en ort i Estland. Den ligger i Jõgeva kommun och landskapet Jõgevamaa, i den centrala delen av landet, 120 km sydost om huvudstaden Tallinn. Kurista ligger 80 meter över havet och antalet invånare är 261.
Terrängen runt Kurista är mycket platt, och sluttar söderut. Runt Kurista är det ganska tätbefolkat, med 75 invånare per kvadratkilometer. Närmaste större samhälle är Jõgeva, 4,3 km öster om Kurista. I omgivningarna runt Kurista växer i huvudsak blandskog.